# Saphanidus catherinetta
Saphanidus catherinetta är en skalbaggsart som först beskrevs av Pierre Lepesme och Stefan von Breuning 1955.  Saphanidus catherinetta ingår i släktet Saphanidus och familjen långhorningar.
Artens utbredningsområde är Gabon. Inga underarter finns listade i Catalogue of Life.